# Mar adentro
Pour plus de détails, voir Fiche technique et Distribution.
Mar adentro est un film dramatique espagnol d'Alejandro Amenábar sorti en 2004 et le 2 février 2005 en France. Le scénario est inspiré de l'histoire vraie de Ramón Sampedro, devenu tétraplégique à la suite d'un accident.

## Synopsis
À la suite d'un accident dont il a été victime dans sa jeunesse, Ramón ne peut plus bouger que la tête.
« Enfermé dans son corps », il vit depuis presque trente ans prostré dans un lit.
Sa seule ouverture sur le monde est la fenêtre de sa chambre à travers laquelle il voyage jusqu'à la mer toute proche, cette mer qui lui a tant donné et tout pris.
Ramón a le fort désir de mourir.
Il déteste sa vie depuis l'accident et voudrait seulement être libre encore.
L'avocate Julia veut l'aider.
Elle aussi souffre d'une maladie grave (CADASIL).
Mais le combat contre les services administratifs espagnols et l'église n'est pas facile. En plus, sa propre famille - particulièrement son frère José - voudrait empêcher que Ramón se donne la mort.
Rosa, ouvrière d'usine, jeune femme pleine de joie de vivre, veut redonner du courage à Ramón.
Elle ne peut pas s'imaginer qu'une personne veuille se suicider seulement à cause d'un handicap.
Avec le temps, elle apprend à comprendre Ramón…

## Fiche technique
- Titre original : Mar adentro
- Titre au Québec : La Mer intérieure
- Réalisation : Alejandro Amenábar
- Scénario : Alejandro Amenábar, Mateo Gil
- Production : Alejandro Amenábar, Fernando Bovaira
- Société de production : Himenoptero, Sogecine
- Musique : Alejandro Amenábar, Carlos Nuñez
- Photographie : Javier Aguirresarobe
- Montage : Ivan Aledo
- Décors : Benjamín Fernández
- Pays d'origine : Espagne
- Format : couleurs - 1,85:1 - Dolby Surround - 35 mm
- Genre : drame
- Durée : 125 minutes
- Dates de sortie : 2 février 2005 en France
- Distribution : UGC (France)

## Distribution
- Javier Bardem (VF : Frédéric van den Driessche) : Ramón Sampedro
- Belén Rueda (VF : Manoëlle Gaillard) : Julia
- Lola Dueñas (VF : Barbara Delsol) : Rosa
- Mabel Rivera (VF : Hélène Otternaud) : Manuela
- Celso Bugallo (VF : François Siener) : José
- Clara Segura (VF : Marie Vincent) : Gené
- Joan Dalmau (VF : Michel Debrane) : Joaquin
- Alberto Jimenez : German
- Francesco Garrido (VF : Bruno Solo) : Marc
- Tamar Novas (VF : Stanislas Crevillen) : Javi
- Alberto Amarilla (VF : Rémi Bichet) : frère Andrès
- Nicolas Fernandez Luna : Christian
- Josep Maria Pou (VF : Yves Pignot) : père Francisco

## Récompenses
| - Oscar 2004 du meilleur film étranger. - Golden Globe 2004 du meilleur film étranger. - Grand Prix du Jury et Coupe Volpi du meilleur acteur pour Javier Bardem à la Mostra de Venise 2004. - Nommé au Grand Prix de l'Union de la critique de cinéma. - European Film Awards 2004 du meilleur réalisateur (Alejandro Amenábar) et du meilleur acteur (Javier Bardem). | - 14 Goyas du cinéma espagnol à la 19e cérémonie des Goyas en 2005 : - Meilleur film, - Meilleur réalisateur (Alejandro Amenábar), - Meilleur acteur (Javier Bardem), - Meilleure actrice (Lola Dueñas), - Meilleur second rôle masculin (Celso Bugallo), - Meilleur second rôle féminin (Mabel Rivera), - Meilleur espoir masculin (Fernando Tejero), - Meilleur espoir féminin (Belén Rueda) - Meilleur scénario original (Alejandro Amenábar et Mateo Gil), - Meilleur direction de production (Emiliano Otegui), - Meilleure photographie (Javier Aguirresarobe), - Meilleure musique (Alejandro Amenábar), - Meilleur son (Juan Ferro, Alfonso Raposo, María Steinberg et Ricardo Steinberg), - Meilleur maquillage (Jo Allen, Ana López Puigcerver, Mara Collazo et Manolo García). Le film totalisait 15 nominations. |

## Autour du film
- Le titre Mar adentro est tiré du poème du même nom écrit par Ramón Sampedro, dont la traduction littérale en français est « mer intérieure », cette mer vers laquelle il s'échappe en la survolant de sa fenêtre, et qui l'attire vers un ailleurs où la paralysie n'est plus.
- En 1999 Continental TV (antes Costa Oeste), Produtora et Euroficciones SL, Produtora ont produit pour la télévision de Galice (CRTVG) un long métrage Condenado a vivir (Condamné à vivre) diffusé avec une version originale en castillan, et des doublages en galicien, euskara et catalan[1],[2].
- Alejandro Amenábar dédie son film à Sonsoles Peña, une de ses amies décédée à 35 ans des suites d'un cancer[3].